# Livro técnico
Livros técnicos são produções intelectuais cujo principal objetivo é a transmissão de conhecimento, informações ou instruções de maneira clara e organizada para um público-alvo específico. Diferentemente do livro literário no sentido clássico, que foca na estética e na expressão artística, o livro técnico prioriza a utilidade e a didática.
Embora o termo "literatura técnica" seja frequentemente associado a campos como engenharia, arquitetura, medicina e ciências, ele abrange uma vasta gama de materiais, incluindo:
- Livros didáticos e apostilas para uso em instituições de ensino.
- Manuais de instrução para equipamentos, softwares ou processos.
- Ensaios e tratados sobre temas específicos de uma área do conhecimento.
- Dicionários e enciclopédias que organizam o saber de forma sistemática.
- Artigos científicos e relatórios técnicos.

### Características
A principal característica de um livro técnico é sua função referencial ou informativa, ou seja, ele tem como propósito primordial informar, instruir ou descrever a realidade de um campo do saber. Suas principais marcas são:
- Linguagem objetiva: Utiliza uma linguagem precisa e desambiguada, evitando ambiguidades e figuras de linguagem que possam prejudicar a clareza da mensagem.
- Estrutura organizada: É comumente dividida em seções, capítulos ou tópicos, com o uso de sumários, índices e referências bibliográficas para facilitar a consulta.
- Verificabilidade: As informações apresentadas são baseadas em dados, pesquisas, evidências ou normas técnicas, podendo ser checadas e comprovadas.[2]

### Relação com a literatura
Historicamente, a distinção entre livro técnico e obra literária não foi sempre tão rígida. Na Antiguidade, muitos tratados científicos e filosóficos eram escritos com grande preocupação estética. No entanto, com a especialização do conhecimento e o desenvolvimento de normas específicas de redação técnica (como as da ABNT no Brasil), o livro técnico passou a ser classificado como um gênero distinto, focado em sua função prática.
Embora não seja reconhecido por seu valor estético, o livro técnico é fundamental para o desenvolvimento e a disseminação do conhecimento em todas as áreas da sociedade.